# Mall of Asia Arena
 (avril 2025).
Le Mall of Asia Arena est une salle omnisports située dans le complexe Mall SM d'Asie, à Pasay, aux Philippines.
Elle a une capacité de 20 000 places et de 15 000 places pour les événements sportifs. Le Mall of Asia Arena est utilisé par la Philippine Basketball Association lorsque le Smart Araneta Coliseum n'est pas disponible. Cette salle sert également pour l'University Athletic Association of the Philippines.

## Événements
- Concert de Madonna, dans le cadre du Rebel Heart Tour, les 24 et 25 février 2016
- Accueille la finale de la Coupe du monde masculine de basket-ball 2023